# Wabash Township (Ohio)
Wabash Township ist eines von 20 Townships des Darke Countys im US-Bundesstaat Ohio. Nach der Volkszählung im Jahr 2000 waren hier 934 Einwohner registriert.

## Geografie
Wabash Township liegt im Norden des Darke Countys im Westen von Ohio und grenzt im Uhrzeigersinn an die Townships: Marion Township im Mercer County, Patterson Township, York Township, Allen Township und Granville Township (Mercer County).

## Verwaltung
Das Township wird durch ein Board of Trustees, bestehend aus drei gewählten Mitgliedern, verwaltet. Zwei Personen werden jeweils im Jahr nach der Präsidentschaftswahl gewählt und eine jeweils im Jahr davor. Die Amtszeit dauert in der Regel vier Jahre und beginnt jeweils am 1. Januar. Daneben gibt es noch einen Township Clerk (zuständig für Finanzen und Budget), der ebenfalls im Jahr vor der Präsidentschaftswahl auf eine vierjährige Amtszeit gewählt wird. Dessen Amtszeit beginnt jeweils am 1. April.

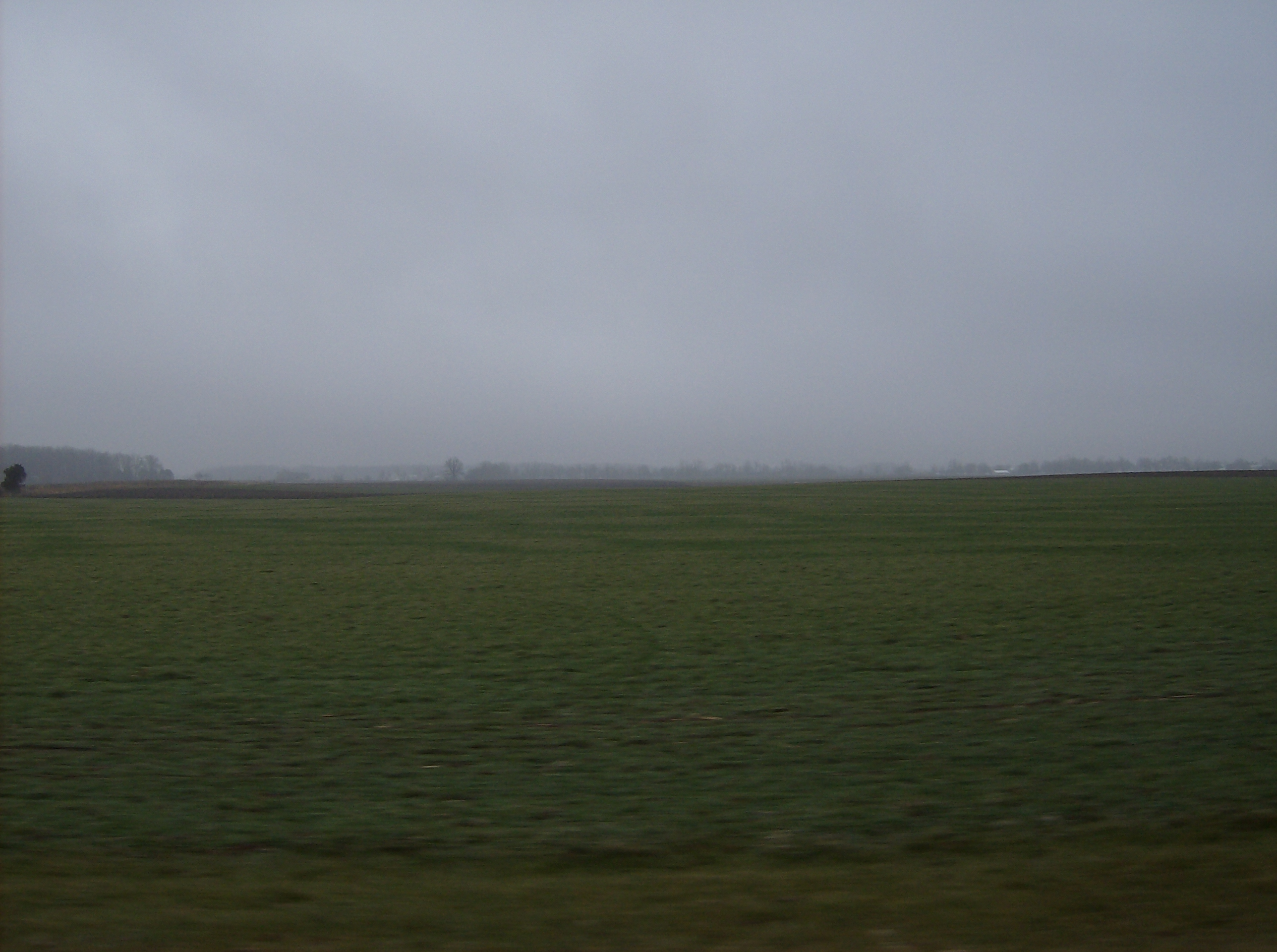
Typische Landschaft im Wabash Township entlang der State Route 705